# Stazione di Bari Santo Spirito
La stazione di Bari Santo Spirito è una stazione ferroviaria di Bari, nel quartiere Santo Spirito, posta sulla ferrovia Adriatica. È gestita da Rete Ferroviaria Italiana (RFI).

## Strutture e impianti
La stazione è composta da quattro binari e da un fabbricato viaggiatori chiuso al pubblico di modeste dimensioni. Il quarto binario prosegue fino alla fermata di Enziteto Catino, non utilizzata.
La stazione dispone di un sottopassaggio che serve tutti e 4 i binari, dotato di ascensori per il binario 1 e per i binari 2 e 3, mentre il binario 4 ne è sprovvisto. È tuttavia possibile accedervi da Strada Catino, senza scale.
Di regola i binari 1 e 2 vengono utilizzati per il traffico diretto verso Bari mentre i binari 3 e 4 vengono utilizzati per il traffico diretto a Barletta/Foggia.

## Movimento
La fermata ferroviaria è servita da treni regionali Trenitalia.

## Servizi
- Biglietteria automatica
- Servizi igienici
- Stazione video sorvegliata
- Annuncio sonoro di arrivo del treno
- Sottopassaggio
- Ascensori